# Scotophilus viridis
Scotophilus viridis — вид ссавців родини лиликових.

## Проживання, поведінка
Країни поширення: Бенін, Ботсвана, Буркіна-Фасо, Камерун, Центральноафриканська Республіка, Чад, Кот-д'Івуар, Ефіопія, Гамбія, Гана, Кенія, Малаві, Малі, Мозамбік, Намібія, Нігер, Нігерія, Сенегал, Південна Африка, Судан, Танзанія, Того, Замбія, Зімбабве. Цей вид був записаний як з сухих, так і вологих лісистих саванових місцях проживання. Ймовірно, лаштує сідала в будівлях і в дуплах дерев.

## Загрози та охорона
Здається, немає серйозних загроз для цього виду. Імовірно присутній у ряді охоронних територій.